# Kinematograf Polski
Kinematograf Polski – polskie czasopismo poświęcone sztuce filmowej, publikowane od kwietnia 1919 do końca 1921 roku. W tym czasie ukazało się kilkanaście numerów pisma. „Kinematograf Polski” był w założeniu dwutygodnikiem, jednak ze względu na trudności finansowe ukazywał się nieregularnie.
Pierwszy numer pisma ukazał się w Katowicach, jednak problemy z niemieckimi urzędnikami spowodowały konieczność przeniesienie periodyku do Poznania, z którym to miastem pozostał związany aż do końca swojej działalności.
„Kinematograf Polski” miał w założeniu być pismem ambitnym, wspierającym rozwój dobrej kinematografii narodowej. Unikał tematyki plotkarskiej i sensacyjnej, publikował artykuły poświęcone polskim wytwórniom filmowym, filmom polskim, problemom z polskimi napisami oraz walczył z zalewem niemieckich filmów „oświatowych” o tematyce skandalizującej czy wręcz pornograficznej, (tzw. Aufklärungsfilm).